# Бор (Борское сельское поселение)
Бор — деревня в Бокситогорском районе Ленинградской области. Административный центр Борского сельского поселения.

## История
БОР — деревня Островского общества, прихода Пярдомского погоста, при ней усадьба.

Крестьянских дворов — 1. Строений — 29, в том числе жилых — 15. ; в усадьбе строений — 14, в том числе жилых — 2. 

Число жителей по семейным спискам 1879 г.: 34 м. п., 33 ж. п.; по приходским сведениям 1879 г.: 34 м. п., 27 ж. п.; в усадьбе: 2 м. п., 3 ж. п.

В конце XIX века деревня административно относилась к Большегорской волости 3-го стана, в начале XX века — к Большегорской волости 3-го земского участка 1-го стана Тихвинского уезда Новгородской губернии.

БОР — деревня Островского сельского общества, число дворов — 12, число домов — 23, число жителей: 41 м. п., 47 ж. п.; смежна с усадьбой Бор.

БОР — усадьба наследников С. Г. Крутицкого, число дворов — 1, число домов — 3, число жителей: 3 м. п., 3 ж. п.; часовня, смежна с усадьбой Бор.

БОР — усадьба В. Г. Крутицкого, число дворов — 1, число домов — 3, число жителей: 2 м. п., 3 ж. п.; земская школа, мелочная лавка, смежна с деревней Бор. (1910 год)

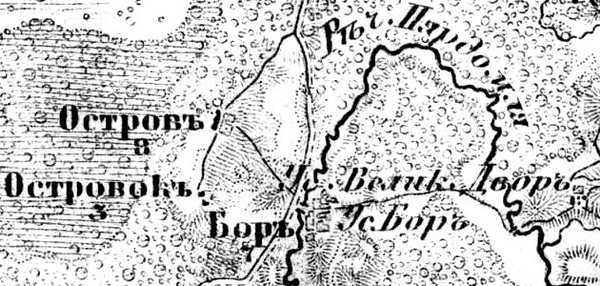
Деревня Бор на карте 1913 года

Согласно карте Новгородской губернии 1913 года, деревня Бор насчитывала 7 крестьянских дворов, близ неё располагалась Усадьба Бор.
С 1917 по 1918 год деревня входила в состав Большегорской волости Тихвинского уезда Новгородской губернии.
С 1918 года, в составе Череповецкой губернии.
С 1927 года, в составе Межурецкого сельсовета Тихвинского района.
С 1928 года, в составе Борского сельсовета, его административный центр.
По данным 1933 года деревня Бор являлась административным центром Борского сельсовета Тихвинского района, в который входили 19 населённых пунктов: деревни Большой Двор, Большой Остров, Бор, Голенищево, Губа, Задорье, Конратово, Крутик, Лапастино, Малый Остров, Междуречье, Мулявино, Новое, Подсосна, Пярдомля, Селище, Усадище, хутор Русское Бороваты и выселок Сергеево, общей численностью населения 2405 человек.
По данным 1936 года в состав Борского сельсовета входили 18 населённых пунктов, 634 хозяйства и 9 колхозов. Административным центром сельсовета являлась деревня Бокситогорск.
С 1952 года, в составе Бокситогорского района.
С 1963 года, вновь в составе Тихвинского района
С 1965 года, вновь составе Бокситогорского района. В 1965 году население деревни составляло 210 человек.
По данным 1966 и 1973 годов деревня Бор являлась административным центром Борского сельсовета Бокситогорского района, в деревне размещалась центральная усадьба совхоза «Бокситогорский».
По данным 1990 года деревня Бор являлась административным центром Борского сельсовета в который входили 29 населённых пунктов общей численностью населения 3367 человек. В деревне Бор проживали 2042 человека.
В 1997 году в деревне Бор Борской волости проживали 1950 человек, в 2002 году — 1699 человек (русские — 97 %).
С 1 января 2006 года в соответствии с областным законом № 78-оз от 26 октября 2004 года «Об установлении границ и наделении соответствующим статусом муниципального образования Бокситогорский муниципальный район и муниципальных образований в его составе» деревня Бор является центром Борского сельского поселения.
В 2007 году в деревне Бор Борского СП проживали 1711 человек, в 2010 году — 1734.

## География
Деревня расположена в западной части района на автодороге 41К-031 (Дыми — Бочево) к западу от Бокситогорска.
Расстояние до районного центра — 3 км.
Расстояние до ближайшей железнодорожной станции Бокситогорск — 2 км.
Через деревню протекает река Пярдомля.

## Демография
| 1910  | 1990  | 1997  | 2002  | 2007  | 2010  | 2013  |
| ----- | ----- | ----- | ----- | ----- | ----- | ----- |
| 99    | ↗2042 | ↘1950 | ↘1699 | ↗1711 | ↘1611 | ↗1723 |
| 2014  | 2017  |       |       |       |       |       |
| ↗1734 | ↘1690 |       |       |       |       |       |

## Инфраструктура
На 2017 год в деревне было зарегистрировано 695 домохозяйств.

## Известные уроженцы
- Завьялов, Николай Иванович (1913—1989) — Герой Советского Союза, генерал-майор.